# Samuel Plaster
Samuel Plaster, auch Samuel Plasterus, (* Juni 1618 in Köslin; † 23. Dezember 1678) war ein deutscher evangelischer Geistlicher und theologischer Schriftsteller.
Nach seinem Theologiestudium wurde er 1643 durch den schwedischen Staatsmann Johan Axelsson Oxenstierna zum Pastor in Wartenberg in der Synode Kolbatz berufen. Dieses Amt übte er bis zu seinem Tode aus.

## Schriften
Plaster veröffentlichte in den theologischen Diskussionen der 1630er und 1640er Jahre einige Flugschriften:
- Christliche Erörterung des vermeintlich gründlichen Discurses von Kriegen wider D. Fabricium. 1639.
- Kurze Entdeckung und Hintertreibung des Irthums, welchen M. Jacobus Stolterfoth in seiner Consideratione vivionum apologetica hat ausgesprenget. Stettin 1646.
- Gründliche Gegenantwort auf die neulich zugeflogene Antwort, damit M. Stolterfoth seinen Irthum zu vertheidigen ... Stettin 1646.